# Villa Medici von Montevettolini

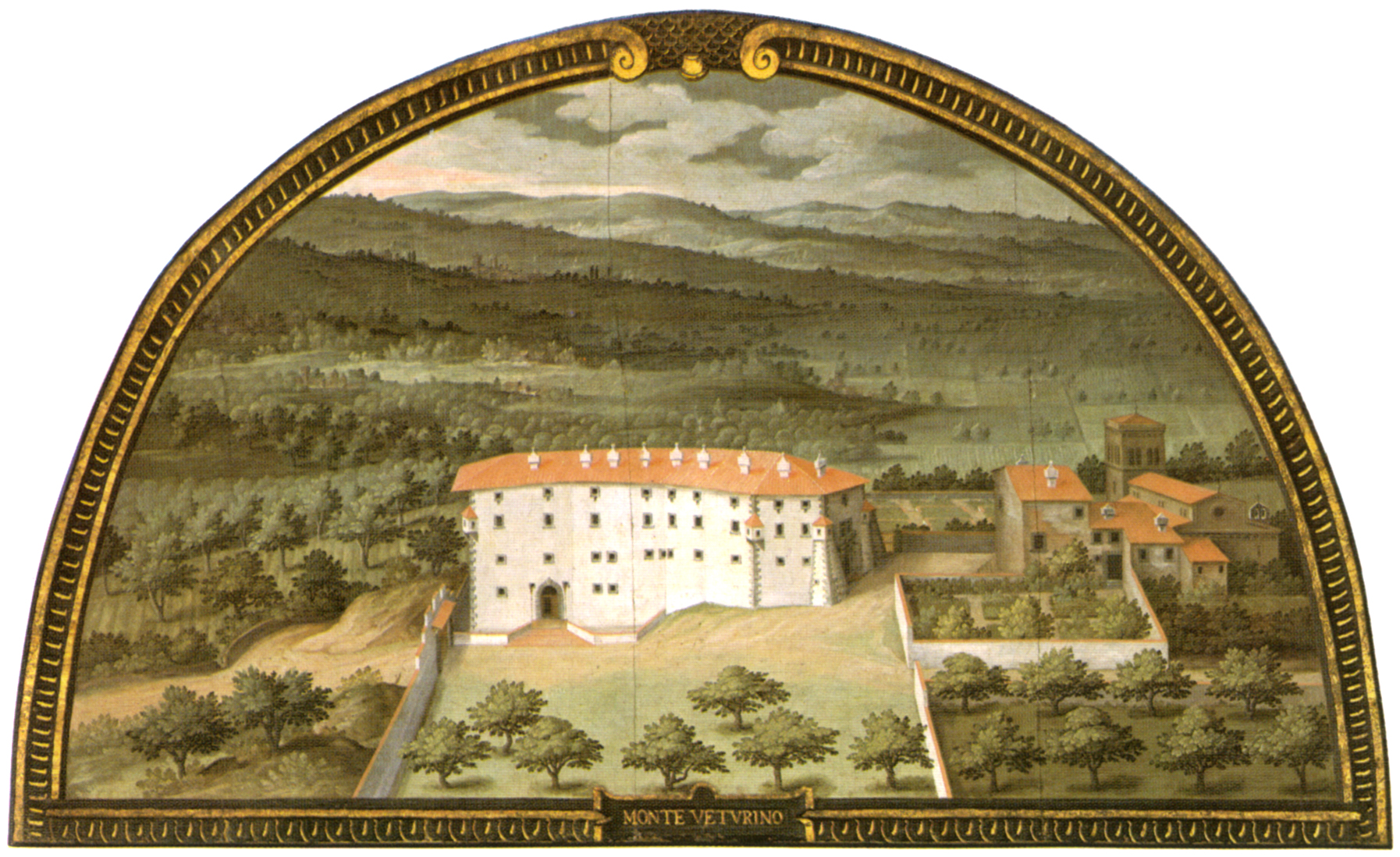
Die Villa di Montevettolini. Lunettenansicht von Giusto Utens

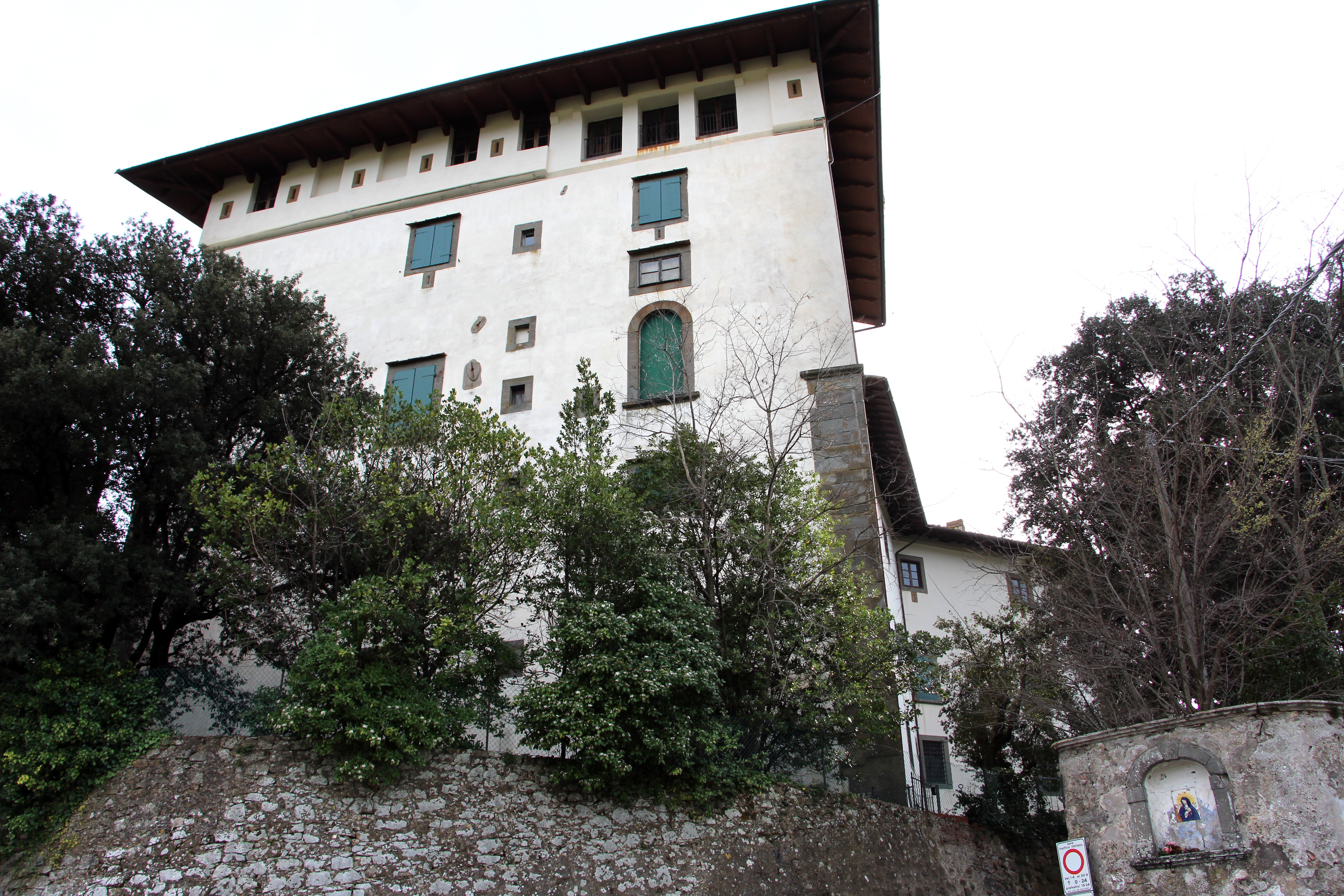
Die Villa heute

Die Villa di Montevettolini ist eine Medici-Villa im Gemeindegebiet von Monsummano Terme in der Toskana.
Die Villa, auch Monte Vetturino genannt, wurde nach 1595 auf Geheiß des Großherzogs Ferdinando I. de’ Medici auf einem Hügel am Fuß des Monte Albano errichtet. Architekt war Gherardo Mechini, ein Schüler von Bernardo Buontalenti. Reste älterer Bebauung wurden einbezogen. Das um 1620 fertiggestellte Villengebäude wirkt streng und kompakt und eher militärisch als lustschlossartig. Es diente als Sitz der Verwaltung der umliegenden Medici-Güter. Ferdinando I. nutzte es häufig. Sein Enkel Ferdinando II. de’ Medici verkaufte 1650 die Villa und ihre Ländereien an die Familie Bartolomei. 1871 kaufte Fürst Marcantonio Borghese den Besitz und versuchte, der unterdessen stark veränderten Villa bei der Restaurierung wieder den Charakter des ausgehenden 16. Jahrhunderts zu verleihen. Die Villa von Montevettolini steht immer noch im Eigentum der Borghese-Erben und ist nicht öffentlich zugänglich.